# Mugdrum
Mugdrum en anglès, muc-dhruim en gaèlic escocès és una illa al·luvial deshabitada al mig de l'estuari del Tay a la costa est d'Escòcia. El seu nom significa espatlla de porc.
Mugdrum és de baixa altitud (4 metres) i pantanosa, separa el fiord del Tay en dos braços: el North Deep vers el nord i el South Deep, vers el sud, navegable entre l'illa i la ciutat de Newburgh. Era un alfac que a marea alta submergia, en plantejar canya es va facilitar la sedimentació i va esdevenir una illa permanent que cobreix una àrea de 32 hectàrees. Fins a l'any 1926, hi havia una granja de cultivar cereals, patates i naps al terra al·luvial de l'illa. Es feia la sega de canya per fer teulades. Actualment Mugdrum és una reserva natural sota la direcció de Tay Valley Wildfowlers' Association.